# Armingenii
„Armingenii” este o poezie alcătuită din nouă strofe, scrisă de George Coșbuc și publicată pentru prima dată în 1893 în volumul Balade și idile.
În poezia „Armingenii” George Coșbuc a versificat o legendă românească în care se spune că, într-o seară, în timp ce Isus se afla într-o casă, jidovii - vrând să-l prindă și să-l omoare - au înfipt o creangă verde de copac în fața casei, ca să o recunoască a doua zi. Însă dimineața era câte o creangă asemănătoare în dreptul fiecărei case și, din această cauză, jidovii nu au putut să-l găsească și să-l omoare. Pentru păstrarea acestei amintiri, în fiecare an în ajunul zilei de 1 mai (Arminden), toți creștinii își înfig în fața casei cât o ramură verde de copac. Coșbuc a inserat în poezie, chiar dacă la figurat, metafora orbirii evreilor:
„Și Dumnezeu orbit-a firea 

Ovreilor împinși la rău, 

Încât să n-aibă nicăirea 

Vrun chip de-a făptui pierirea 

Născutului din Dumnezeu.”

## Legături externe
- Sărbătorile lunii mai la români Autor: Ioana Hares, publicat în agero-stuttgart.de, accesat la 4 ianuarie 2016